# Telmatherium
Telmatherium es un  género extinto de perisodáctilo, de la familia de los Brontotheriidae, que vivió en el Oeste americano durante el Eoceno medio,hace entre 46 y 37 millones  de años.

## Sinónimos
- Leurocephalus Osborn et al., 1878
- Manteoceras Hatcher, 1895
- Telmatotherium Marsh, 1880

## Descripción
Telmatherium parece un pequeño rinoceronte  de 1,25 m de altura.

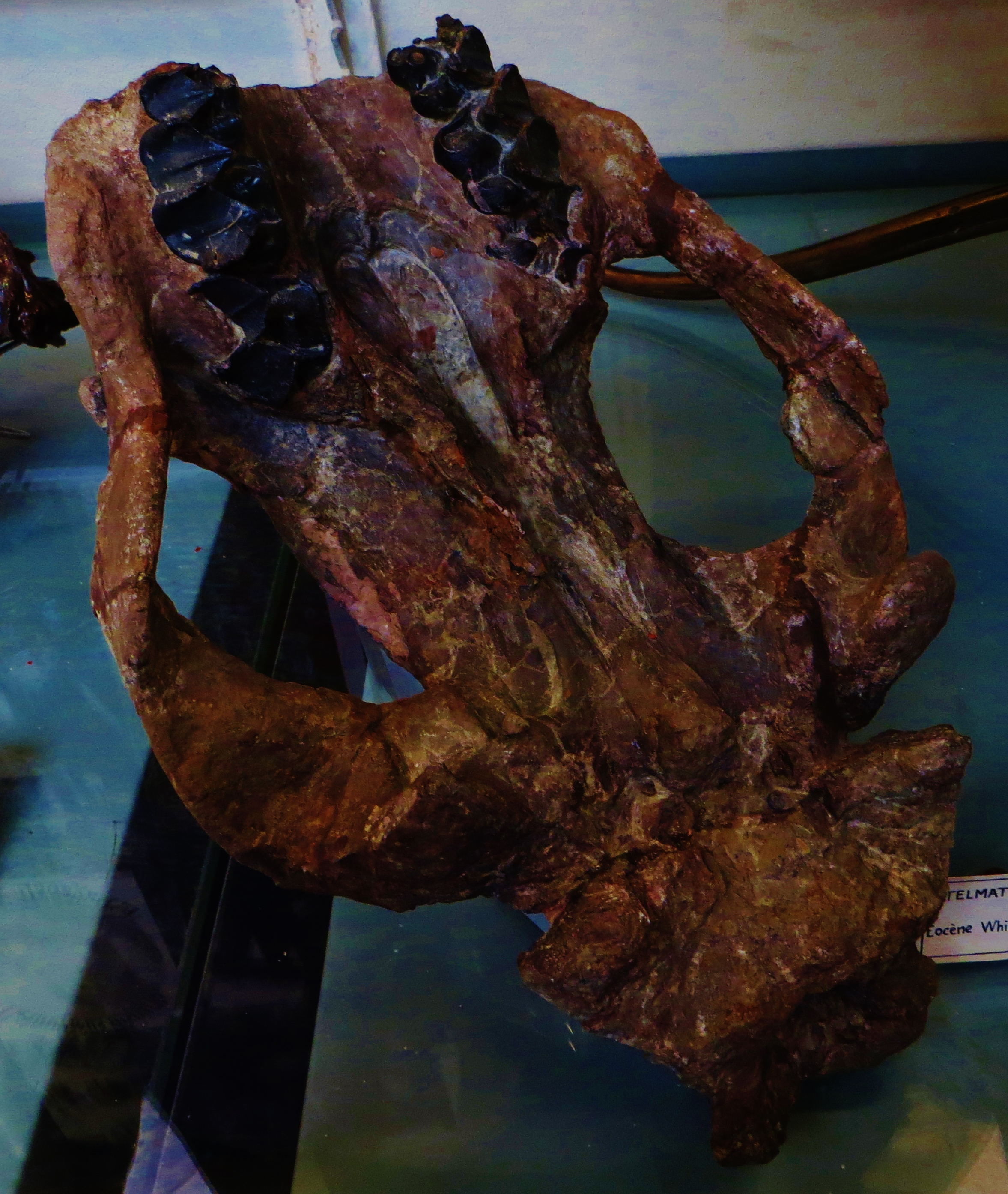
Cráneo de Telmatherium cornutum

## Hábitat
Se han encontrado catorce especímenes pertenecientes a la especie Telmatherium validus en Nuevo México y Wyoming.